# Кекаулуохи
Кекаулуохи рођена (27. јула 1794 - 7. јуна 1845), њено име било је Мириам Аухеа Калани Куи Кавакиу о Кекаулуохи Кеалиʻиухиваиханау о Калани Макахонуа Ахилапалапа Каи Викапу о Калеилеи а Калакуа такође позната и као Каахуману III. Била је Регент Кухина Нуи Краљевине Хаваја, супруга краља Камехамеха I и Камехамеха II, и мајка краља Луналило. На хавајском, њено име Кекаулуохи значи лоза која расте изданцима. Усвојила је своје секундарно име Аухеа, што значи (где је он отишао), у знак сећања на смрт Камехамеха I.

## Биографија
Рођена је 27. јула 1794. године, једина ћерка њеног оца, поглавице Калаʻимамаху (полубрат Камехамеха I) и мајке Калакуа Кахеихеималие из Мауиа, која је била удата за Камехамеха I. Била је ханаи (усвојили су је бака и деда Намахана и Кеаумоку, који су је волели „као да је перо леи драгоцене птице мамо".
Преко мајке била је поћерка Камехамеха I, оснивача Краљевине Хаваја, а преко оца рођака Камехамеха I. Била је и полусестра Камамалу и Кинау.
Заручена је за принца из Тахитијске династије Помаре по рођењу, али се никада није удала за њега због принчеве ране смрти. 1809. године заједно са Маноном II изабрао је Камехамеха I „да му загреје старост“. Када је Камехамеха I умро 1819. године, дала је себи име Аухеа (где је он отишао) у знак сећања на свог првог мужа. Касније ће се удати за свог рођака Лихолиха (који је заузео престо као краљ Камехамеха II) као једну од његових пет супруга. Из прва два брака није имала деце. А 1821. године дао ју је Камехамеха II свом пријатељу Чарлс Канаинаи у Кауаи за брак.

## Успон
Она је постала Кухина Нуи са Хаваја 5. априла 1839. године и узела је име Каахуману III по двојици претходних носилаца функције. Као Кухина Нуи, потписивала је са краљем сва званична документа; извршавала све извршне послове у вези са круном; примио и пренео државну земљу; и служио је као краљево посебно веће са искључивим правом вета на његове одлуке. Она и Камехамеха III. Подржали су први устав Краљевине Хаваја 1840. Предводила је изабрано представљање, први корак ка политичкој моћи обичног народа. Служила је у Дому племића од његовог настанка. Устав је такође први пут кодификовао одговорности и овлашћења Кухина Нуи. Оба положаја је држала до своје смрти.
Она и Канаина добили су дете. Кекаулуохи је родила сина 31. јануара 1835. Када је требало бирати име за принца, његова мајка је певала: „И луна, ја луна, ја луналило, највише, највише, највише од свих“. Иако је добио хришћанско име Вилијам Чарлс, постао је краљ Луналило на Хавајима 1873. године. Кекаулуохи је умрла од грипа 7. јуна 1845. године у Хонолулу. Првобитно сахрањена у гробници Похукаина, смештеној у дворцу Иолани, њени посмртни остаци нису међу оним превезеним 1865. у новоизграђени Краљевски маузолеј у Мауна Ала у долини Нуану. Није познато да ли је ово била грешка или превид, али огорчени Луналило одбио је да сахрани мајку у краљевском маузолеју и уместо тога сахранио је њене остатке на мору.
Породична лоза њеног оца до данас преживљава преко њене рођаке и имењакиње Мириам Аухеа Кекаулуохи Кровнингбург.